# Pokémon Yellow
Pokémon Yellow Version: Special Pikachu Edition (яп. ポケットモンスター ピカチュウ, Покетто Монсута: Пікатю, «Покемон: Жовта версія — спеціальне видання Пікачу», в Японії «Кишенькові монстри: Пікачу») — японська рольова гра на портативну гральну систему, розроблена студією Game Freak і видана Nintendo. Вона вийшла 12 вересня 1998 року в Японії, 19 жовтня 1999 в США і 7 липня 2000 в Європі. Ця гра спеціальним виданням «Pokémon Red і Blue», яке максимально наближене до аніме. Крім того, були додані міні-ігри, яких не було в «Pokémon Red і Blue».

## Геймплей
Pokémon Yellow — це розширена версія геймплею Pokémon Red і Blue. Всі дії гри відбуваються від третьої особи. Ігровий процес проходить на трьох ігрових екранах: ігровий мир, яким подорожує гравець; меню, де гравець організовує свій інвентар, свою команду покемонів і налаштовує ігровий процес; та екран, де відбуваються покрокові бої.
Гравець використовує своїх покемонів для битв з іншими покемонами. Коли на гравця нападає дикий покемон або його викликає на поєдинок інший тренер, з'являється екран бою. Під час бою гравець може наказати своєму покемону використовувати ту чи іншу здатність в бою, використовувати на покемона предмет, змінити покемона на іншого або втекти з бою (тікати не можна, якщо гравець б'ється з тренером). У покемонів є очки здоров'я, коли у покемона вони закінчуються, то він не може битися, поки гравець його не вилікує. Перемігши в бою іншого покемона, покемон гравця може отримати очки досвіду. При досягненні певної кількості очок досвіду покемон може піднятися на новий рівень. Від рівня залежить сила покемона, крім того, при досягненні того рівня покемон може вивчити нові здібності або еволюціонувати (Evolve) — перетворитися у більш досконалу форму.
Ловля покемонів — важлива частина ігрового процесу. Коли на гравця нападає дикий покемон, гравець може кинути в нього покебол (Poké Ball) — кишеньковий пристрій у формі кулі для перенесення покемонів будь-яких розмірів. Якщо дикий покемон не виривається з покебола, то він стає покемоном гравця. Успіх ловлі залежить від того, наскільки сильний дикий покемон сам по собі, скільки у дикого покемона залишилося очок здоров'я і сила покебола. Кінцева мета гри — завершити покедекс, електронну енциклопедію про покемонів. Якщо гравець ловить новий вид покемонів, то інформація про нього потрапляє в покедекс. Еволюційні (розвинені) форми покемонів також вважаються як окремий вид від своїх попередніх форм, тому деякі види покемонів можна дістати тільки за допомогою еволюції. Всього в покедексі 151 вид покемонів. Заповнити весь покедекс — одна з основних цілей гри. Також є функція обміну покемонами з гравцями Red, Blue та Yellow. У Pokémon Yellow можна зловити не всіх покемонів, і, щоб заповнити весь покедекс, гравець повинен обмінюватися покемонами з володарями Red і Blue.
Pokémon Yellow включає в себе кілька удосконалень і змін. У тому числі нижченаведені включення Пікачу як єдиного доступного покемона для початку. Pokémon Yellow також може роздрукувати записи Покедекса на наклейки, використовуючи принтер Game Boy.